# Râul Poneasca
Râul Poneasca este un curs de apă, afluent al râului Miniș. 

## Hărți
- Munții Anina [nefuncțională – arhivă]
- Harta Județului Caraș-Severin

1. ↑  Geographic Names Server, 11 iunie 2018